# 康庞德雷-瓦尔孔格兰
康庞德雷-瓦尔孔格兰（法語：Campandré-Valcongrain，法語發音：[kɑ̃pɑ̃dʁe valkɔ̃ɡʁɛ̃] ⓘ）是法国卡尔瓦多斯省的一个旧市镇，属于卡昂区。康庞德雷-瓦尔孔格兰于1835年由原市镇康庞德雷（Campandré）和瓦尔孔格兰（Valcongrain）合并而成。2017年，康庞德雷-瓦尔孔格兰与临近的6个市镇合并为新市镇莱蒙多奈。

## 地理
康庞德雷-瓦尔孔格兰（48°58'37"N, 0°35'10"W）面积6.57 平方千米，位于法国诺曼底大区卡爾瓦多斯省，该省份为法国西北部沿海省份，北濒大西洋英吉利海峡，东北与滨海塞纳省以海上边界相接，东临厄尔省，南至奧恩省，西与芒什省接壤。
与康庞德雷-瓦尔孔格兰接壤的市镇（或旧市镇、城区）包括：博讷迈松、科维尔、阿马尔、勒普莱西格里穆、鲁康、圣马丹德萨朗。

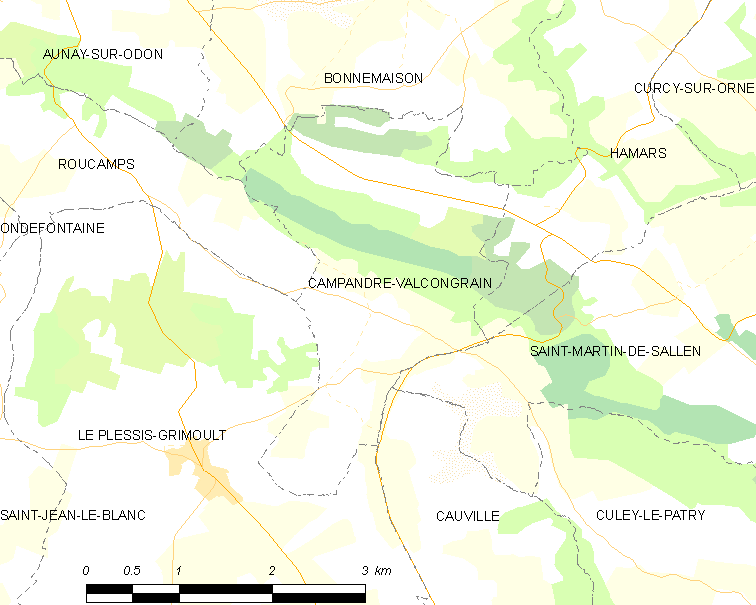
康庞德雷-瓦尔孔格兰的OSM定位图

康庞德雷-瓦尔孔格兰的时区为UTC+01:00、UTC+02:00（夏令时）。

## 行政
康庞德雷-瓦尔孔格兰的邮政编码为14260，INSEE市镇编码为14128。

## 政治
康庞德雷-瓦尔孔格兰所属的省级选区为莱蒙多奈县。

## 人口

1962-2008年间康庞德雷-瓦尔孔格兰人口变化图示

康庞德雷-瓦尔孔格兰于2018年1月1日时的人口数量为90人。